# Morpho polydos
Morpho polydos är en fjärilsart som beskrevs av Hans Fruhstorfer 1912. Morpho polydos ingår i släktet Morpho och familjen praktfjärilar. Inga underarter finns listade i Catalogue of Life.